# Rhaphium glaciale
Rhaphium glaciale är en tvåvingeart som först beskrevs av Ringdahl 1920.  Rhaphium glaciale ingår i släktet Rhaphium och familjen styltflugor. Arten är reproducerande i Sverige. Inga underarter finns listade i Catalogue of Life.